# Club América
Club de Fútbol América je fotbalový klub z Ciudad de México. Je úřadujícím mistrem Mexika a s dvanácti profesionálními tituly historicky nejúspěšnějším klubem země. América ještě nikdy nesestoupila z nejvyšší soutěže. Klub vznikl 12. října 1916 spojením týmů Colón FC a Record FC, pojmenoval se podle výročí objevení Ameriky. Podle průzkumu z roku 2013 je nejpopulárnějším klubem celé Latinské Ameriky. Největším rivalem je CD Guadalajara, vzájemný zápas je označován jako El Clásico de Clásicos. Domácí zápasy hraje na Aztéckém stadionu, jednom z největších fotbalových stadionů světa.

## Úspěchy
- Mistr Mexika 1924–25, 1925–26, 1926–27, 1927–28 (amatérská soutěž), 1965–66, 1970–71, 1975–76, 1983–84, 1984–85, Prode-1985, 1987–88, 1988–89, Verano 2002, Clausura 2005, Clausura 2013, Apertura 2014 (profesionální soutěž)
- Vítěz Copa México 1937-38, 1953–54, 1954–55, 1963–64, 1964–65, 1973–74
- Liga mistrů CONCACAF 1977, 1987, 1990, 1992, 2006, 2014-15
- Copa Interamericana 1977, 1990
- Pohár osvoboditelů čtvrtfinále 2007
- Mistrovství světa ve fotbale klubů 4. místo 2006

## Známí hráči
- Enrique Borja
- Hugo Sánchez
- François Omam-Biyik
- Christian Benítez
- Zaguinho
- Aquivaldo Mosquera